# Lipka-Tataren
De Lipka-Tataren (ook: Litouwse Tataren, Poolse Tataren, Lipkowie, Lipcani of Muślimi) zijn een bevolkingsgroep van Tataarse afkomst die zich vanaf het begin van de 14e eeuw in het toenmalige Grootvorstendom Litouwen hadden gevestigd. De naam Lipka-Tataren is afgeleid van de Krim-Tataarse benaming Libķa/Lipķa voor Litouwen.
Hoewel er al voor hun bekering tot de islam Tataren die hun sjamanistische tradities wilden behouden zich in het toen nog heidense Litouwen vestigden, zijn het vooral nakomelingen van islamitische ruiters die aan het einde van de 14e eeuw door Vytautas de Grote werden uitgenodigd. Deze groep vestigde zich in het gebied rond Vilnius, Trakai, Grodno en Kaunas. Hun woongebied werd later deel van het Pools-Litouwse Gemenebest, en ligt tegenwoordig in het grensgebied van Polen, Litouwen en Wit-Rusland.
Terwijl ze vasthielden aan hun islamitische geloof lag hun trouw bij het christelijke Polen-Litouwen. Vanaf de Slag bij Tannenberg namen ze deel aan iedere belangrijke militaire campagne van Polen-Litouwen.
Diplomatieke correspondentie tussen Polen en het Krimkanaat vanaf de vroege 16e eeuw spreekt van het Pools-Litouwse Gemenebest als het "Land van de Polen en Lipkas". Vanaf de 17e eeuw wordt de benaming "Lipka-Tataren" in officiële documenten van het Gemenebest gebruikt.
De Lipka-Tataren waren oorspronkelijk en adellijke militaire kaste, later ook bekend voor hun kennis van ambachten, paarden en tuinbouw. Gedurende de eeuwen weerstonden ze assimilatie en behielden hun traditionele levenswijze. Hoewel ze gehecht bleven aan hun godsdienst verloren ze hun oorspronkelijke Turkse taal en namen het lokale Wit-Russische dialect aan, wat ze echter tot in de jaren 1930 met het Arabisch alfabet schreven. Met name de hogere adel sprak Pools, als de cultuurtaal van het gemenebest.
Cultureel onderscheidden de Lipka-Tataren zich van de meeste islamitische volkeren door de positie van de vrouwen, die altijd een grote mate van zelfstandigheid bezaten. Gemengd onderwijs was de regel, en de vrouwen waren niet gesluierd, afgezien van de huwelijksceremonie. Hoewel islamitisch behielden ze tradities en bijgeloven van hun nomadische verleden en namen ze gedurende hun zes eeuwen in christelijke landen vele christelijke elementen over.

## Geschiedenis
De oorsprong van de Lipka-Tataren ligt bij het Mongoolse Rijk van Dzjengis Khan en de Gouden Horde. Hoewel de elite van de Gouden Horde van Monɡoolse afkomst was, bestond het grootste deel van de strijdkrachten uit Turkse Kyptsjaken en het Kyptsjaaks werd dan ook de lingua franca van de gezamenlijk "Tataren" genoemde volkeren van de Gouden Horde, en hun opvolgstaten zoals het kanaat Kazan en het kanaat van de Krim.
Tochtamysj, de laatste khan van de Witte Horde, voegde in 1380 de Witte en Blauwe Horde, beide onderdeel van de Gouden Horde, weer samen tot één staat. In 1382 plunderde hij Moskou en gesteund door de Centraal-Aziatische heerser Timoer Lenk herstelde hij de Mongoolse macht in Rusland.
Na een aantal slecht verlopen militaire campagnes tegen zijn voormalige beschermheer Timoer verbond Tochtamysh zich in 1397 met Vytautas van Litouwen. In de Slag aan de Vorskla (1399) werd de gecombineerde troepenmacht van Tochtamysj en Vytautas door Timoers generaals verpletterd. Tochtamysj zelf werd in 1406 of 1407 in Siberië vermoord. Zijn zoon Jalal ad-Din vluchtte naar Litouwen, waar hij en zijn gevolg land en adelstitels kregen.

### Slag bij Tannenberg
Op 15 Juli 1410 vond de Slag bij Tannenberg plaats waarbij Polen en Litouwen gezamenlijk de Duitse Orde versloegen. Na de nederlaag verspreidde zich in Europa het gerucht dat Polen en Litouwen slechts gewonnen zouden hebben omdat zij tienduizenden heidense Tataren tegen de christelijke ridders hadden ingezet. In werkelijkheid zullen het niet meer dan rond duizend Tataarse bereden boogschutters geweest zijn, geleid door Jalal ad-Din, de zoon van Tochtamysj.
In het begin van de slag leidde Jalal ad-Din de Tataren samen met de Litouwse lichte cavalerie in een aanval op de artillerieposities van de Duitse Orde. De Duitse grootmeester Ulrich von Jungingen liet hierop de Duitse zware cavalerie de Tataren achtervolgen, weg van het slagveld. Hierbij liepen de Duitse ruiters hun eigen infanterie onder de voet. De hierdoor gehavende Duitse linies waren een belangrijke factor in hun uiteindelijke nederlaag.

### Verlies van privileges
Nadat de streng katholieke Sigismund III van Polen in 1566 aan de macht kwam werden met de Contrareformatie de rechten van niet-katholieken in Polen, waaronder de Lipka-Tataren, ingeperkt. Dit leidde tot diplomatieke protesten van de Ottomaanse sultan Murat III.
Omstreeks 1590-91 waren er een geschatte 200.000 Lipka-Tataren in het Pools-Litouwse Gemenebest, welke rond 400 moskeeën bezaten. Volgens de Risāle-yi Tatar-i Leh (Bericht betreffende de Tataren van Polen, een beschrijving van de Lipka-Tataren in 1557-8 door een anonieme Poolse moslim in Constantinopel onderweg naar Mekka voor Suleyman de Grote geschreven) bezaten de Lipka-Tataren in Polen 100 nederzettingen met moskeeën. De grootste gemeenschappen leefden in de steden Lida, Navahroedak en Ivje. In de huidige Wit-Russische hoofdstad Minsk bevond zich een Lipka-Tataarse nederzetting bekend als Tatarskaja Slabada.

### Lipka-Rebellie
Ontevreden over de beperkingen van hun religieuze vrijheid en de aantastingen van hun erfelijke privileges, liepen tijdens de Tweede Pools-Ottomaanse oorlog (1672-1676) de Lipka-Tataarse regimenten in Podolië over naar de Ottomanen. Na de Poolse overwinning bij Chotyn werden de Lipka-Tataren in het fort van Bar door de Poolse vorst Jan Sobieski belegerd. Een akkoord werd bereikt dat als de Tataren naar de Poolse zijde terug zouden keren al hun oude rechten zouden worden  hersteld.
Bij het Verdrag van Żurawno in 1676, waarbij een tijdelijk bestand van de Pools-Ottomaanse oorlogen werd bereikt, werd aan alle Lipka-Tataren de persoonlijke keus gegeven de Ottomanen of het Pools-Litouwse Gemenebest te dienen. In 1677 herstelde de Poolse Sejm alle oude Tataarse rechten en privileges. De Lipka-Tataren mochten hun moskeeën herbouwen, christelijke werkkrachten op hun landgoederen vestigen en adellijke landerijen kopen die voordien niet in Tataarse handen waren. Ze werden vrijgesteld van belastingen. Als beloning voor hun terugkeer in Poolse dienst vestigde Sobieski Lipka-Tataren op kroonlanden bij Brest, Kobryn en Grodno, waar ze naargelang rang van 0,5 tot 7,5 km² land kregen.
Bij het Beleg van Wenen in 1683 door de Ottomanen maakten veel van de teruggekeerde Lipkas deel van de ontzettingsmacht onder Sobiesky. De zege bij Wenen betekende het begin van het einde voor de Ottomaanse macht in Europa.
Van de Lipka-Tataren die trouw bleven aan het Ottomaanse rijk  vestigde zich een deel in Bessarabië, langs de Pools-Ottomaanse grens, alsook bij Chotyn, Kamjanets-Podilsky en Lipcani.
De overwinning van de Saksische August de Sterke over de door de Tataren gesteunde Stanislaus Leszczyński zorgde voor een verdere uittocht naar Ottomaans gebied.
Tijdens de regering van de laatste Poolse koning Stanislaus August Poniatowski kwamen de Lipka-Tataren weer in de gunst. In 1775 werd hun adellijke status door de Poolse Sejm herbevestigd.

### Poolse delingen

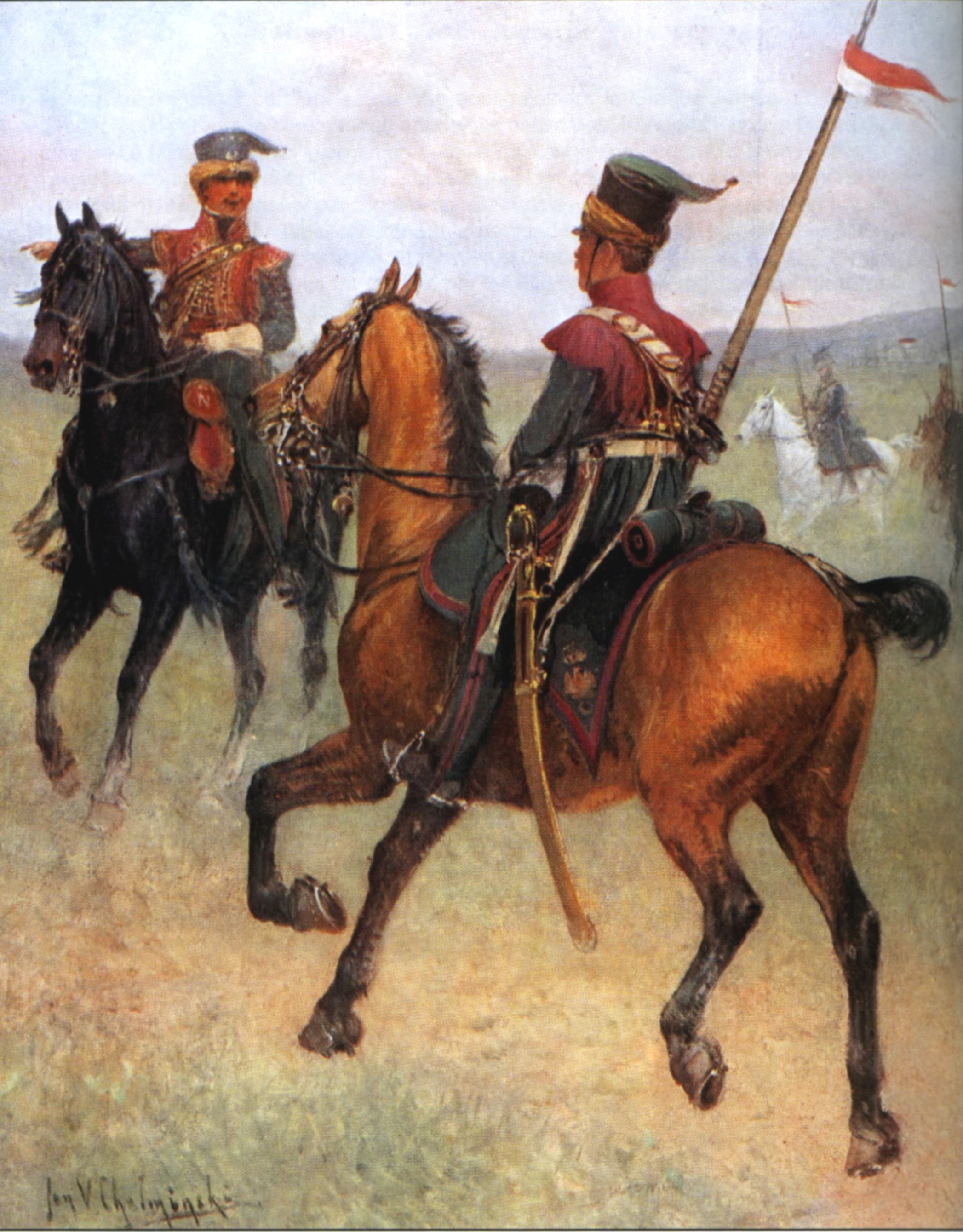
Lipka-Tataren in het Napoleontische leger

Na de Poolse Delingen namen de Lipkas deel aan meerdere nationale opstanden. Met de veroveringen van Napoleon Bonaparte en de oprichting van het Hertogdom Warschau maakten de Lipka-Tataren deel uit van de Poolse legereenheden onder Napoleon, en als Tartares lituaniens de la Garde impériale van de Keizerlijke Garde van Napoleon Bonaparte.

### Republiek Polen
In 1919 maakten de Tataren als Pułk Jazdy Tatarskiej deel uit van het nieuw opgerichte Poolse leger, later als het 13e Regiment Wilno-Ulanen. Tijdens de Duitse verovering van Polen in 1939 waren zij onder leiding van majoor Aleksander Jeljaszewicz een van de laatste legereenheden die verzet boden.